# Fréchet-ruimte
In de functionaalanalyse en aanverwante deelgebieden van de wiskunde is een fréchet-ruimte een lokaal convexe topologische vectorruimte die volledig is met betrekking tot een translatie-invariante metriek. Fréchet-ruimten zijn genoemd naar Maurice Fréchet, en zijn speciale topologische vectorruimten die generalisaties zijn van banachruimten. 
Als lokale convexiteit niet geëist wordt, is de ruimte een F-ruimte.